# Pastriz
Pastriz är en kommun i Spanien.   Den ligger i provinsen Provincia de Zaragoza och regionen Aragonien, i den nordöstra delen av landet, 280 km nordost om huvudstaden Madrid. Antalet invånare är 1 364. Arean är 16,0 kvadratkilometer. Pastriz gränsar till Alfajarín.
Terrängen i Pastriz är platt.